# 幸流
幸流（こう-りゅう）は、能楽小鼓方の一流派。かつては幸五郎次郎流とも称した。また大鼓方にも幸流と呼ばれる流儀があった（威徳流参照）。

## 解説
家伝によれば、幸家はもと北面武士として後花園天皇に仕え、後に幸正忠が「宇治幸大夫」と名のって金春流のツレとなったと伝えるが、本来は宇治猿楽の大夫であった者が、後に勢力を失って金春座にツレ・囃子方などとして参加したものであるらしい。宇治の猿楽座はもと幸・藤若・梅松・守菊の四座であったが、早くも天文年間には廃絶し、正忠の子四郎次郎忠能は小鼓の名人宮増親賢に師事し、また金春禅鳳に能を学ぶなどして、金春座で活躍した。
宮増が後嗣を欠いたまま没すると、忠能は兄弟子の観世豊次（小鼓方観世流の祖）と座を分って世襲し、小鼓方幸流の祖となった。子の二世五郎次郎正能は名人として知られ、『幸正能口伝書』を残している。正能の後は嫡孫清次郎了能が幼少であったため、二男小左衛門一宗が三世を襲い、後に了能は幸清次郎家（幸清流）を興して別家した。
江戸時代には宗家が金春流の座付となったほか、一宗の二男が興した幸清五郎家も宝生流の座付として活躍した。また、一時大鼓方威徳流が幸流のアシライ鼓となって幸流と呼ばれたことがある。幕末期には十二世正員の代に義兄の正孚とのあいだで宗家継承の争いがおこり、維新後の能楽衰退と相まって宗家の権威が衰える一因となったが、高弟生駒秀三郎、三須錦吾（一時芸事総取締）らによって流儀の伝統は守られた。宗家は十五世に後嗣を欠いたため、三須の孫悟朗が養子となって相続した。戦前戦後の名人として名高い後の十六世幸祥光である。
ポ・プ・タ・チ・ツの5種類の音を打ち分け、装飾的な手組みの少ないのが特徴。東京、京都を地盤とし、能楽協会には30名余の役者が登録されている。現宗家は十九世幸正佳。

## 宗家代々
- 初世 - 幸四朗次郎忠能
  - 初世の子。
- 二世 - 幸五郎次郎正能
- 三世 - 幸小左衛門一宗
  - 二世の次男。

- 五世 - 幸宗能
  - 四世の弟。

- 十四世 - 幸五郎次郎正家[1]
- 三須家十一世 - 三須平左衛門[2]
- 三須家十二世 - 三須平司[3]
  - 三須平左衛門の子であった三須平金吾の子。

- 十六世 - 幸祥光
  - 三須平司の養嗣子
- 十七世 - 幸正影
  - 十六世の長男。
- 十八世 - 幸正悟
  - 幸宣佳の長男。
- 十九世 - 幸正佳
  - 十八世の子。